# Nearcha recisa
Nearcha recisa là một loài bướm đêm trong họ Geometridae.